# Championnats d'Europe de cyclisme sur piste juniors et espoirs 2005
Navigation
Championnats d'Europe 2004 Championnats d'Europe 2006
Les Championnats d'Europe de cyclisme sur piste juniors et espoirs 2005 se sont déroulés à Fiorenzuola d'Arda en Italie. La compétition était ouverte aux juniors (17-18 ans) et espoirs (- 23 ans) chez les hommes et les femmes. À noter également la présence de quatre épreuves open, où peuvent concourir les coureurs de plus de 23 ans.

## Résultats

### Juniors
| Épreuves masculines    |                                                                      |                                                                        |                                                                   |
| Kilomètre              | Maximilian Levy                                                      | Dawid Glowacki                                                         | David Wilken                                                      |
| Keirin                 | David Wilken                                                         | Christos Volikakis                                                     | Denis Spicka                                                      |
| Vitesse individuelle   | Maximilian Levy                                                      | Kévin Sireau                                                           | René Enders                                                       |
| Vitesse par équipes    | France Michaël D'Almeida Kévin Sireau Alexandre Volant               | Pologne Rafał Poper Dawid Glowacki Krzysztof Szymanek                  | Russie Andrey Chernopyatov Pavel Noskov Maxim Tarakanov           |
| Poursuite individuelle | Alexandr Pliuschin                                                   | Vitaliy Shchedov                                                       | Ivan Rovny                                                        |
| Poursuite par équipes  | Grande-Bretagne Ross Sander Andrew Tennant Ian Stannard Steven Burke | Pologne Hubert Tulacz Michal Nawrocki Pawel Mikulicz Jonasz Krysztofik | Russie Andrey Klyuev Alexey Shyryaev Roman Maximov Sergey Valynin |
| Course aux points      | Pavel Korzh                                                          | Sebastian Forke                                                        | Alexey Shyryaev                                                   |
| Scratch                | Matthew Rowe                                                         | Filip Hanslian                                                         | Jonasz Krysztofik                                                 |
| Épreuves féminines     |                                                                      |                                                                        |                                                                   |
| 500 mètres             | Lyubov Shulika                                                       | Élodie Henriette                                                       | Anna Blyth                                                        |
| Keirin                 | Élodie Henriette                                                     | Lyubov Shulika                                                         | Anastasia Rozhkova                                                |
| Vitesse individuelle   | Lyubov Shulika                                                       | Yulia Kosheleva                                                        | Sandie Clair                                                      |
| Poursuite individuelle | Lesya Kalitovska                                                     | Pascale Jeuland                                                        | Trine Schmidt                                                     |
| Course aux points      | Mie Bekker Lacota                                                    | Pascale Jeuland                                                        | Irina Zemlyanskaya                                                |
| Scratch                | Silvia Daniele                                                       | Evgenia Romanyuta                                                      | Pascale Jeuland                                                   |

### Espoirs
| Épreuves masculines    |                                                                           |                                                                           |                                                                               |
| Kilomètre              | Michael Seidenbecher                                                      | Alois Kaňkovský                                                           | Tim Veldt                                                                     |
| Keirin                 | Michael Seidenbecher                                                      | Didier Henriette                                                          | Adam Ptacnik                                                                  |
| Vitesse individuelle   | Michael Seidenbecher                                                      | Ross Edgar                                                                | Grégory Baugé                                                                 |
| Poursuite individuelle | Volodymyr Dyudya                                                          | Robert Bengsch                                                            | Levi Heimans                                                                  |
| Poursuite par équipes  | Russie Valery Valynin Ivan Kovalev Sergey Kolesnikov Alexander Khatuntsev | Ukraine Maxim Polischuk Volodymyr Dyudya Vitaliy Popkov Dmytro Grabovskyy | Lituanie Simas Kondrotas Aidis Kruopis Ignatas Konovalovas Gediminas Bagdonas |
| Américaine             | Danemark Alex Rasmussen Michael Mørkøv                                    | Belgique Kenny De Ketele Steve Schets                                     | Italie Samuele Marzoli Gianpolo Biolo                                         |
| Course aux points      | Mark Cavendish                                                            | Matthieu Ladagnous                                                        | Robert Bengsch                                                                |
| Scratch                | Alex Rasmussen                                                            | Marc Hester                                                               | Wim Stroetinga                                                                |
| Épreuves féminines     |                                                                           |                                                                           |                                                                               |
| 500 mètres             | Elisa Frisoni                                                             | Clara Sanchez                                                             | Miriam Welte                                                                  |
| Keirin                 | Christin Muche                                                            | Clara Sanchez                                                             | Anastasia Tchulkova                                                           |
| Vitesse individuelle   | Christin Muche                                                            | Clara Sanchez                                                             | Elisa Frisoni                                                                 |
| Poursuite individuelle | Tatsiana Sharakova                                                        | Marlijn Binnendijk                                                        | Pascale Schnider                                                              |
| Course aux points      | Charlotte Becker                                                          | Giorgia Bronzini                                                          | Nina Köhn                                                                     |
| Scratch                | Pascale Schnider                                                          | Svitlana Semchuk                                                          | Eleonora Soldo                                                                |

### Open
| Épreuves masculines |                                                             |                                                      |                                                 |
| Vitesse par équipes | Pologne Kamil Kuczynski Łukasz Kwiatkowski Damian Zieliński | Allemagne Robert Förstemann Daniel Giese Marco Jäger | Tchéquie Alois Kaňkovský Adam Ptacnik Ivan Vrba |
| Omnium              | Linas Balčiūnas                                             | Tomas Vaitkus                                        | Konstantin Ponomarev                            |
| Omnium sprint       | Marco Jäger                                                 | Teun Mulder                                          | Sergey Ruban                                    |
| Épreuves féminines  |                                                             |                                                      |                                                 |
| Omnium              | Olga Slyusareva                                             | Lada Kozlíková                                       | Gema Pascual Torrecilla                         |

## Tableau des médailles
| Rang  | Nation          | Or | Argent | Bronze | Total |
| ----- | --------------- | -- | ------ | ------ | ----- |
| 1     | Allemagne       | 10 | 3      | 5      | 18    |
| 2     | Ukraine         | 4  | 4      | 0      | 8     |
| 3     | Russie          | 3  | 2      | 9      | 14    |
| 4     | Danemark        | 3  | 1      | 1      | 5     |
| -     | Grande-Bretagne | 3  | 1      | 1      | 5     |
| 6     | France          | 2  | 9      | 3      | 14    |
| 7     | Italie          | 2  | 1      | 3      | 6     |
| 8     | Pologne         | 1  | 3      | 1      | 5     |
| 9     | Lituanie        | 1  | 1      | 1      | 3     |
| 10    | Suisse          | 1  | 0      | 1      | 2     |
| 11    | Biélorussie     | 1  | 0      | 0      | 1     |
| -     | Moldavie        | 1  | 0      | 0      | 1     |
| 13    | Tchéquie        | 0  | 3      | 3      | 6     |
| 14    | Pays-Bas        | 0  | 2      | 3      | 5     |
| 15    | Belgique        | 0  | 1      | 0      | 1     |
| -     | Grèce           | 0  | 1      | 0      | 1     |
| 17    | Espagne         | 0  | 0      | 1      | 1     |
| Total | Total           | 32 | 32     | 32     | 96    |